# Visio Tnugdali

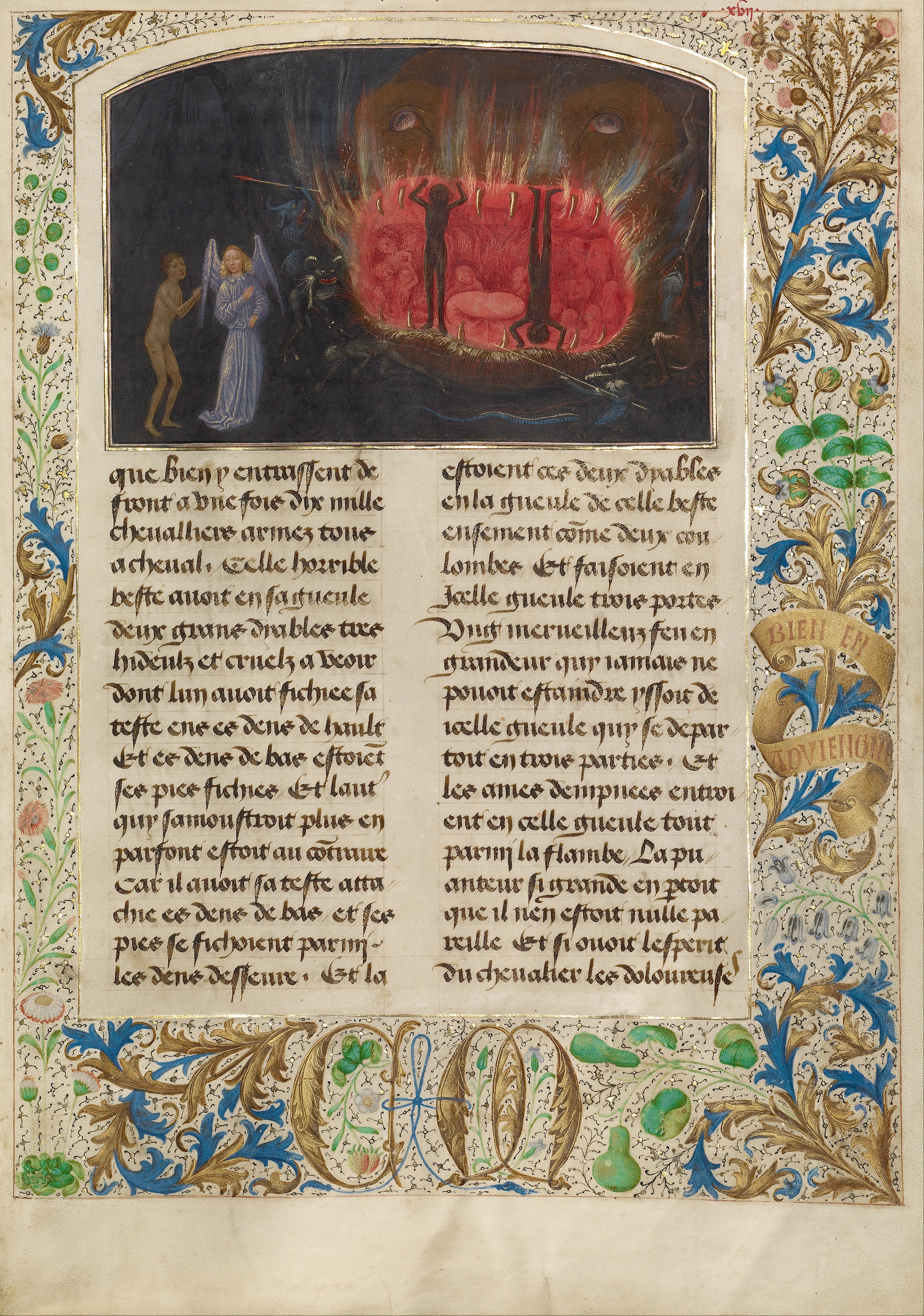
Tundalus und der Engel vor dem Rachen eines Höllenmonsters (Illustration von Simon Marmion)

Die Visio Tnugdali (lateinisch für Vision des Tnugdalus) ist ein religiöser Text aus dem 12. Jahrhundert, der von der Jenseitsvision des irischen Ritters Tnugdalus (später vereinfacht „Tundalus“ oder „Tondolus“) berichtet.
Kurz nach 1149 schrieb der irische Wandermönch Bruder Marcus im Schottenkloster zu Regensburg in lateinischer Prosa den Visionsbericht nieder. Die Jahresangabe nennt er selbst als den Zeitpunkt der Entrückung des Tundalus. Marcus gibt an, auf Bitten einer Regensburger Äbtissin die Erlebnisse des Tundalus, die er von ihm selbst gehört haben will, aus dem Irischen übersetzt und aufgeschrieben zu haben.

## Inhalt
Die Legendenerzählung berichtet, wie der stolze und leichtlebige Ritter plötzlich in Katalepsie fällt und drei Tage lang wie tot da liegt. In dieser Zeit wird seine Seele von einem Engel durch die Hölle und den Himmel geführt und muss einige Höllenstrafen selbst erleiden. Schließlich erteilt ihm der Engel den Auftrag, sich das Gesehene gut zu merken und seinen Mitmenschen zu verkünden. Daraufhin wird die Seele wieder in ihren Körper zurückgeschickt. Durch das Erlebnis dieser Jenseitswanderung ist Tundalus bekehrt und wendet sich von seinem unchristlichen Verhalten ab, um ein frommes Leben zu führen.
Die Visio zeigt dabei auch eine bemerkenswerte Einschätzung der Mythen Irlands: Die beiden Sagenhelden Conall Cernach und Fergus mac Róich müssen hier in der „Hölle der Gierigen“ dem seelenfressenden Ungeheuer Acharon für alle Ewigkeiten als Kiefersperren in seinem riesigen Maul dienen.
Die Visio Tnugdali mit ihrem Interesse an der Topographie des Jenseits steht in einer breiten Tradition phantastischer irischer Jenseitsreise-Erzählungen (Imrama) auf der einen Seite; die bekannteste dürfte die Navigatio Sancti Brendani des heiligen Brandan sein, eine bereits christianisierte Ausprägung des Imrama-Erzähltyps (Reise in die Anderswelt). Auf der anderen Seite findet sich die Tradition christlicher Jenseitsvisionen, die wiederum von vorchristlichen Jenseitsvorstellungen beeinflusst ist. Bedeutende Texte aus dieser Tradition sind neben der Visio Tnugdali etwa die Visio Thurkilli, die Visio Godeschalci oder der Tractatus de Purgatorio Sancti Patricii.

## Rezeptionsgeschichte

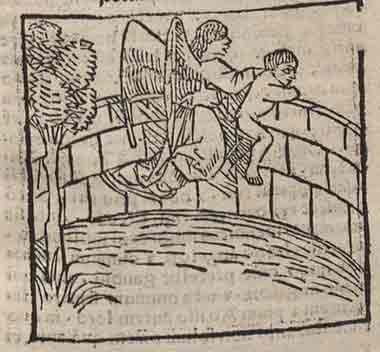
Frühdruck von Johann und Konrad Hist in Speyer (1483): Tundalus und sein Schutzengel schauen über eine der Mauern, die die Himmelsregionen gliedern

Der lateinische Tundalus fand schnell weite handschriftliche Verbreitung; bislang sind 172 Manuskripte entdeckt worden. Der Text war auch Vorlage für mittelnieder- und mittelhochdeutsche Bearbeitungen; noch aus dem 12. Jahrhundert stammen die gereimte Fassung des Tundalus von Alber vom Kloster Windberg (um 1190) oder die Niederrheinischen Tundalus-Bruchstücke (um 1180/90). Beide mittelhochdeutsche Übertragungen scheinen aber keine große Resonanz gefunden zu haben; sie sind jeweils nur in einer einzigen Handschrift (bzw. in Fragmenten einer Handschrift) überliefert.
In der frühen Neuzeit wurde die Vorlage von Marcus mehrfach ins Deutsche übersetzt und gedruckt. Die 40 erhaltenen Handschriften und 27 Frühdrucke zeigen, dass die Visio Tnugdali mindestens zwölfmal ins Deutsche bzw. Niederländische übersetzt wurde.
Illustriert wurde die Vision eher selten. Von den Handschriften enthält nur eine Illustrationen (Simon Marmion, 1474), in den Frühdrucken finden sich aber einige Holzschnitte.

## Ausgaben und Übersetzungen
- Hans-Christian Lehner, Maximilian Nix (Hrsg.): Marcus von Regensburg: Visio Tnugdali.  Vision des Tnugdal (= Fontes Christiani. Band 74). Herder, Freiburg u. a. 2018, ISBN 978-3-451-32921-0 (Edition mit Übersetzung und Kommentar)
- Albrecht Wagner (Hrsg.): Visio Tnugdali. Lateinisch und Altdeutsch. Andreas Deichert, Erlangen 1882 (Digitalisat in: austrian literature online – alo und Scan – Internet Archive)